# Hyponephele shivacola
Hyponephele shivacola är en fjärilsart som beskrevs av Colin W. Wyatt 1961. Hyponephele shivacola ingår i släktet Hyponephele och familjen praktfjärilar. Inga underarter finns listade i Catalogue of Life.